# 中國漆器店
有限会社中國漆器店（なかくにしっきてん）は木曽漆器の製造・販売を事業とする日本の長野県の企業である。登記上の商号は旧字体表記だが、新字体で表記されることも多い。
屋号は「中國」。創業者の宮原國吉が、修行先の屋号である中屋の「中」と、自身の名前の「國」をとり、「中屋の國吉」という意味で独立したことに由来する。
主に堆朱塗・朱紋塗を扱い、箸、座卓、飾り棚、神輿・山車の修理などを請け負う。また、彫金も行っている